# Campeonato Chileno de Futebol de 1998 - Segunda Divisão
O Campeonato Chileno de Futebol de Segunda Divisão de 1998 (oficialmente Campeonato Nacional «Banco del Estado» de Primera B de la Asociación Nacional de Fútbol Profesional de Chile 1998) foi a 48ª edição do campeonato do futebol do Chile, segunda divisão, no formato "Primera B". Os 16 clubes jogam em turno e returno. O campeão e vice são promovidos para o Campeonato Chileno de Futebol de 1999 diretamente, enquanto o terceiro colocado jogaria play-offs com o antepenúltimo da primeira divisão. O último colocado era rebaixado para o Campeonato Chileno de Futebol de 1999 - Terceira Divisão.

## Participantes
| Equipe                                        | Cidade                                                   | Região                           | No ano anterior                                                      | Estádio                                       | Capacidade | Títulos        | Participações |
| --------------------------------------------- | -------------------------------------------------------- | -------------------------------- | -------------------------------------------------------------------- | --------------------------------------------- | ---------- | -------------- | ------------- |
| Club Deportivo Arica                          | Arica                                                    | Região de Tarapacá               | Décimo Quarto Lugar                                                  | Estádio Carlos Dittborn                       | 10.000     | 1 (1981)       | 18            |
| Club de Deportes Unión San Felipe             | San Felipe                                               | Região de Valparaíso             | Nono Lugar                                                           | Estádio Municipal de San Felipe               | 18.500     | 1 (1970)       | 26            |
| Club de Deportes Ñublense                     | Chillán                                                  | Região de Bío-Bío                | Décimo Quinto Lugar                                                  | Estádio Bicentenário Municipal Nelson Oyarzún | 12.000     | 1 (1976)       | 33            |
| Club Deportivo Arturo Fernández Vial          | Concepción                                               | Região de Bío-Bío                | Décimo Terceiro Lugar                                                | Estádio Municipal de Concepción               | 35.000     | 1 (1982)       | 8             |
| Club de Deportes Ovalle                       | Ovalle                                                   | Região de Coquimbo               | Sétimo Lugar                                                         | Estádio Municipal de Ovalle                   | 8.000      | 0 (não possui) | 32            |
| Club de Deportes Melipilla                    | Melipilla                                                | Região Metropolitana de Santiago | Oitavo Lugar                                                         | Estádio Municipal Roberto Bravo Santibáñez    | 5.500      | 0 (não possui) | 6             |
| Deportes Linares                              | Linares                                                  | Região de Maule                  | Décimo Segundo Lugar                                                 | Estádio Fiscal de Linares                     | 7.000      | 0 (não possui) | 36            |
| Club Deportes Cobresal                        | Localidade de El Salvador, na comuna de Diego de Almagro | Região de Atacama                | Sexto Lugar                                                          | Estádio El Cobre                              | 8.000      | 1 (1983)       | 10            |
| Club Deportivo Magallanes                     | Maipú                                                    | Região Metropolitana de Santiago | Décimo Primeiro Lugar                                                | Estádio Independência                         | 13.500     | 0 (não possui) | 16            |
| Corporación Deportiva Everton de Viña del Mar | Viña del Mar                                             | Região de Valparaíso             | Vice Campeão                                                         | Estádio Sausalito                             | 25.000     | 0 (não possui) | 7             |
| Club de Deportes Regional Atacama             | Copiapó                                                  | Região de Atacama                | Décimo Lugar                                                         | Estádio Luis Valenzuela Hermosilla            | 8.000      | 0 (não possui) | 14            |
| O'Higgins Fútbol Club                         | Rancagua                                                 | Região de O'Higgins              | Terceiro Lugar                                                       | Estádio El Teniente                           | 14.550     | 1 (1964)       | 6             |
| Santiago Morning                              | La Pintana                                               | Metropolitana de Santiago        | Quarto Lugar                                                         | Estadio Municipal de La Pintana               | 22.375     | 2 (1959, 1974) | 14            |
| Club Deportivo Universidad de Concepción      | Concepción                                               | Região de Bío-Bío                | Acesso pelo Campeonato Chileno de Futebol de 1997 - Terceira Divisão | Estádio Municipal de Concepción               | 35.000     | 0 (não possui) | 1             |
| Club de Deportes Antofagasta                  | Antofagasta                                              | Região de Antofagasta            | Rebaixado do Campeonato Chileno de Futebol de 1997 Clausura          | Estádio Regional de Antofagasta               | 26.339     | 1 (1968)       | 14            |
| Unión Española                                | Independencia                                            | Região Metropolitana de Santiago | Rebaixado do Campeonato Chileno de Futebol de 1997 Clausura          | Estádio Santa Laura                           | 22.375     | 0 (não possui) | 1             |

## Campeão
| Campeão Chileno Segunda Divisão 1998                                                                  |
| --- |
| Club Deportes Cobresal (Localidade de El Salvador, na comuna de Diego de Almagro) (2º título) Campeão |